# Plantago africana
Plantago africana là một loài thực vật có hoa trong họ Mã đề. Loài này được Verdc. miêu tả khoa học đầu tiên năm 1969.